# 江上しほ
江上 しほ（えがみ しほ、1992年3月1日 - ）は、日本の元AV女優。

## 略歴
2015年6月にAVデビュー。セックスの最中でも構わず大笑いする自然な演技力やアドリブに定評があった。2017年8月1日から、ドラマものへの出演を契機に、もっと演技を勉強したいとタレント活動を開始。女優業に専念するため、2018年1月5日のイベントにてAVでの活動を引退。
2020年6月、寺井広樹著『AV女優の家族』（光文社）では元AV女優として語るという意味合いから、江上しほ名義で取材を受けている。

## 人物
3歳から18歳まで体操に打ち込んでいたため身体能力が高く、前方抱え込み宙返り、バック転ができる。器械体操引退後は体操に関わる免許を得るため、スポーツクラブに従事しており、この期間にヨガとエアロビクスのインストラクター免許を持っている。

## 出演

### Vシネマ
- セクシャルダイナマイトヒロイン グラマラスエンジェル (2016年1月8日、ZENピクチャーズ)

### ネット配信
- スパローズのギリギリアウツ!?#160 (2015年12月、ニコジョッキー)

### アダルトDVD
2015年
- エスカレートするドしろーと娘 素人かんぜんだましどり 262（6月1日、プレステージ）※「しほりん」名義
- 奇跡の天然少女 100％味わいます。 volume.03（7月1日、プレステージ）
- 120％リアルガチ軟派伝説 vol.27 in博多（8月11日、プレステージ）※「ことね」名義
- ザ・面接 VOL.146 立派なマツタケしゃぶりた〜い! 類は友を呼んでます（8月20日（レンタル）/10月23日（セル）、アテナ映像）
- バイト禁止のタレントの卵たちに「個人撮影だから大丈夫!」と偽ってHな事しちゃいました!（8月21日、DOC）※「リホ」名義
- 綺麗な顔してデカ尻! ママ友の透け覗くエロい美巨尻（8月21日、みるふぃーゆ）
- 下校中、突然のゲリラ豪雨にみまわれビショ濡れになった巨乳女子校生！その透けた下着と盛り上がったオッパイを前に、童貞男子はもはや抗うすべなくSEXを懇願する!（8月28日、SCOOP）
- 超美人の若妻が猛烈クレームで僕に種付け中出しセックスを迫ってくる、実は欲求不満でオマ○コ中毒の淫乱淫語クレーマーPart2!! 何も言えない草食系男子のチ○ポを好き勝手に貪りザーメンを搾り取る人気シリーズ第2弾!!（8月28日、SCOOP）
- 顔出し!女子大生限定 マジックミラー号 徹底調査! 友達同士2人っきりで初めての混浴温泉♥ 人生初の真正中出し編! リアル素人大学生が日本一エロ〜い車MM号の中で究極の過激ミッションに挑戦! in池袋（9月1日、ディープス）※「みずほ」名義
- みんなのトラブルおま○こくぱぁでなんでも解決!まんでも屋（9月2日、MAGIC）
- バレたらヤバイ状況で密着しながら挑発してくる女たち 2（9月4日、OFFICE K'S）
- 素人娘のビラビラおま●こ調査隊（9月4日、虎堂）
- マジックミラー号 恋人が欲しい素人ユーザー3名と街行く一般女性1名が本気のお見合い大作戦! 男3名の中から1名を選び「見つめ合い、キスをして、欲情…」 2人っきりで燃え上がり、その場で「出会って即SEX」に至るまでを全てお見せします!!（9月10日、SODクリエイト）※「シホ」名義
- すんげぇぬるぬる!!（9月10日、プレステージ）
- 誘惑全裸家庭教師 4時間（9月11日、BAZOOKA）
- 巨乳が暴れまわるディルドオナニー（9月18日、OFFICE K'S）
- 素人娘の公開放尿 2（9月18日、虎堂）
- バレたらヤバイ! 素人娘の青空センズリ鑑賞（9月18日、虎堂）
- 素人娘のフェラ抜きおしゃぶりアルバイト! いきなり口内発射しちゃいました!（9月18日、虎堂）
- 街角美少女を、本気でヤッちゃいました。 2nd. vol.19 東京都渋谷で顔射ナンパ編（9月19日、プレステージ）※「シホ」名義
- 体育系大学に通うアスリート系巨乳美少女（9月20日、ケートライブ）※「しほ」名義
- 働く尻肉女 肉感的な理想のフォルムで芳醇な香りを醸し出す美尻の尻コキ（9月25日、REAL）
- 素人娘、はじめてのペニバン!（10月2日、虎堂）
- 経験豊富な優しい素人人妻が最高の童貞筆おろし（10月8日、アイエナジー）※「しほ」名義
- ムレムレ ブルマ合宿（10月15日、グローリークエスト）
- 俺の乳首エステ 誰にも教えたくない位の、絶対に乳首をお留守にしない高級乳首エステティシャン（10月23日、REAL）
- 生挿入生汁中出し願望の一般素人 3 好き好んで性行為を行う最近の一般素人娘達。 過去に「生」を一度経験したカラダにゴムなんて不必要!?（10月23日、S級素人）※「しほ」名義
- 怪我を言い訳に 巨乳で優しい母さんの妹(叔母さん)にオナニーの手伝いを懇願したら 淡い期待でギン勃ちした甥っ子チ○ポを近親オマ○コで筆下ろしてくれるのか?（10月23日、SCOOP）
- 夜姦宿直は日の出まで続く… 当直は江上先生 この学校、ワタシ以外はみんな変態だった…（11月6日、クリスタル映像）
- エロかわいい体育会系巨乳妹（11月8日、ケートライブ）※「しほ」名義
- 狂喜のスパルタ射精! M男くすぐり 水泳教室 巨乳&巨尻の激川カワ痴女インストラクター（11月10日、グリップ）
- 95cmのデカ過ぎる尻!Gカップのたわわな乳!むっちりボディにくびれた腰!（11月11日、ZeTToN）
- ラップ1枚被せてお父さんと素股してくれませんか?と偽り溶けるラップを仕込んで娘と生ハメ、中出しさせちゃいました! 5（11月12日、アイエナジー）
- 数滴口に含めば先走り汁が溢れ出す驚異の非認可回春剤をフリータイムに気に入った男性に飲ませて独身チ○ポがギン勃ちしたら即ナマ挿入して膣内射精もフリー!という孕ませ婚活パーティーがあるという噂は本当か?（11月13日、SCOOP）
- 女上司の太腿がミニスカでエロむちむちすぎる件（11月25日、アロマ企画）
- おじさんぽ 12 「チクビ凄い気持ちいぃ…」敏感過ぎる美人妻と…AVよりエロいエッチ見たくない?はち切れそうな巨乳を持つ若妻と下町探索お散歩デート。おじさんに足を絡めて中出しさせる奥さんの感じ方がヤバい!（11月25日、ビッグモーカル）※「しほ」名義
- 某ブライダルエステで全身が超敏感オマ○コになる激烈媚薬をオイルに混入し乳首ビン勃ちの美巨乳をねっとり揉みしだかれれば 婚前花嫁は声も出せずに痙攣イキ連発!!感じまくって開きっぱなしの子宮口はガチ勃起した他人棒の生挿入・生中出しを拒めない! 2（11月27日、SCOOP）
- 痩せなかったら返金します!? 挑発! ザーメン発射にコミットする 巨乳インストラクター（12月3日、グローリークエスト）
- 撮影現場のカメラの前でおしっこをするAV女優 2（12月3日、グローリークエスト）
- セクハラ骨盤オイルマッサージ 『妊娠力を高める骨盤マッサージ』と称して、妊活に励む夫婦の若妻をセクハラオイルマッサージ!すぐそばに夫がいるにも関わらず発情して生挿入を許してしまった若妻は生中出しも拒めない!（12月10日、アパッチ）
- 上司にも取引先でも評判の良い高学歴OLが利尿剤とツボ刺激でオシッコ我慢限界!!仕事中の社内で隠れション現場に遭遇した時「お願い、見ないで…」断る声も虚しく止めれない放尿と羞恥の快楽に浸る表情を見逃さない!!（12月11日、SCOOP）
- 360度1回転主観フェラ おしゃぶりに夢中の女体を全方位から鑑賞する新発想、「まわってもらいました」（12月18日、SEX Agent）
- 連射は避けられない仁王立ちフェラ 天に向っていきり勃つペニスにひざまずけ、そしてしゃぶるがいい（12月18日、SEX Agent）
- オナり愛液手コキ ～溢れ出るマン汁がローション代わりで挿れたい気持ちは両者五分五分～（12月18日、SEX Agent）
- (素)シロウトTV×PRESTIGE PREMIUM 21（12月19日、プレステージ）
- 巨乳の姉との15年ぶりの混浴で弟ち●ぽはフル勃起!! 家族旅行中の素人姉弟がエッチなミッションにチャレンジ! 両親には内緒で混浴温泉で二人っきり♥ 温泉でおっぱいとおち○ちんの洗いっこをしたら姉と弟は近親相姦に手を出してしまうのか? 5 シリーズ初の中出しスペシャル! 合計20人! in箱根温泉（12月24日、ディープス）
- 昼尻妻 Vol.06 誘惑Tバックに挿れたい…。（12月25日、GIGOLO）

2016年
- ゲスの極み映像 田舎娘5人目（6月1日、フルセイル）
- 普段やってる本気の指オナニー 4（1月1日、OFFICE K'S）
- 町内会でデカチン少年に寝取られた僕の妻（1月8日、ROCKET）
- 彼女のプライベートフェラ買取ります。 チ●ポを美味しく舐めちゃう今ドキ彼女10人の自画撮りフェラ動画（1月8日、Onafes）
- 旦那の居ぬ間に突撃交渉! 幼稚園に子供を送った帰りのママ友さんたち! 童貞くんと自宅で人生初の王様ゲームしてみませんか? 3 旦那とご無沙汰な欲求不満妻を独り占めでハメまくり!! 中出し放題!! 念願のハーレム筆下ろし大乱交 in 中野区●●町●丁目●番地（1月21日、アイエナジー）
- 「オフィスでヤりまくりSPECIAL 王様ゲームでHな命令をされたムチムチOLは恥ずかしがりながらも本当は嫌じゃない!」 VOL.1（1月21日、DANDY）
- 突撃お宅訪問でスケベな親子を完全モニタリング 母親と息子がコタツでこっそり近親相姦ゲーム（1月21日、ROCKET）
- ボディコンが当たり前の家政婦の世界 露出度の極めて高いボディコン姿でも他人の目を気にせず、知らないうちに依頼者を勃起させてしまうエロすぎる家政婦。（1月21日、アパッチ）
- 戦隊ヒロイン 不完全変身 裏切られ敗北（1月22日、GIGA）
- 高額アルバイト街角スカウト 即尺ごっくん後連続2回発射させる素人娘のHテク イッても止めない!!お掃除フェラからもう一発!!（1月22日、S級素人）
- 新パックリまんこアップ 3（1月22日、DOup）
- メスころがし（2月5日、h.m.p）
- 痴漢師に無理やり挿れられたリモバイが取れず痙攣イキしてしまうタイトスカートの女 3（2月6日、ナチュラルハイ）
- 巨乳女子大生限定!! 箱根でデート中の素人カップル対抗 勝ったら賞金100万円!負けたら連続生中出し! 混浴温泉中出し野球拳 3 彼氏の目の前で一般男性客たちと生まれて初めての生挿入SEX! 中出し合計16発（2月6日、ディープス）※「まき」名義
- 彼氏のお見舞いに来た女のミニスカパンチラでチ○コだけ元気になった僕 カーテン越しに痴漢したら女のお股は即濡れで彼氏の寝てる横で僕のチ○コに乗ってきた（2月18日、SWITCH）
- 突然出来た母親がボクのチ○ポ(推定18cm)を狙ってる! 父親が再婚して突然キレイでスタイル抜群の母親が出来た! 正直、父親とはかなり不釣り合い! 年の差も結構ある! そんな義理の母親は父親とのセックスライフに満足していないようでボクをいやらしい目で見て来る気が…。 ある日不意にボクの大きなチ○ポを見た母親は我慢できずに貪りついてきた!（2月18日、Hunter）
- 隣のお姉さんが泥酔して朝帰り! 鍵も掛けずに玄関で倒れていて、めくれ上がったスカートの中に見えるパンツにソソりまくり! 我慢できずに介抱するフリをして勃起チ○ポをコスリ付けたら、フラレたやけ酒だったのか俺のことを異常なくらいに求めてきてガンガン乗られて腰振られちゃいました!!（2月18日、SOSORU×GARCON）
- 美巨乳ヤングママ M息子たちの赤ちゃんプレイ願望 若さ溢れるフレッシュなGカップ痴女ママ しほちゃん（2月21日、マザー）
- マッサージで感じちゃった僕。 【番外編】 確信犯!ヌキあり挑発セラピスト（2月25日、アロマ企画）
- センズリ用 美少女がエロポーズでま○こと尻穴を惜しみ無く広げ見せつけ挑発してくるDVD Part6（2月25日、アロマ企画）
- 中出しするまでチ○ポを抜きたくない デカ尻お色気ママ（2月25日、本中）
- 寸止めSEX お願いだからイカせてください… 3（2月25日、セレブの友）
- 夢の競演!! ダブル顔舐め 美痴女口腔淫診（2月25日、グリップAV）
- 悪徳「夫婦関係カウンセラー」のワイセツ映像を公開!秘薬を服用してビンビンになったイチモツを久しぶりに見てオンナになったセックスレスに悩む人妻の赤裸々カウンセリング!（2月26日、SCOOP）
- 軟体デュエットレオタードレズビアン（2月26日、アスリート）
- フレッシュスタートーナメント 2016 一回戦第一試合（2月26日、バトル）
- RUBBER SOUL（2月26日、フェティッシュ生誕祭）
- 出会い系で連れ込んだ巨乳素人に中出し隠し撮り、そのまま無許可でAV発売。 Vol.5（3月1日、Fitch）
- スポムチボイン!!（3月4日、クリスタル映像）
- 新婚の兄に紹介された新妻が、ボクのお気に入りの元風俗嬢だった!でも兄はそのことを全く知らない!そんな元風俗嬢の兄嫁がボクから秘密が漏れるのを恐れて口止めでチ○ポを咥えてきた!しかもあの頃は全く出来なかった本番行為ヤリ放題!生中出しも勿論し放題!勿論すべて無料のタダマン!（3月5日、Hunter）
- 脅威の軟体ボディ 江上しほ ローション激イカセファック!!（3月11日、REAL）
- 「中に出して…夫と子供には内緒」 自宅で愚痴聞き屋に中出しセックスをせがむ美人人妻たち 10 新婚ホヤホヤ美人若妻の新居不倫中出し連発スペシャル（3月11日、S級素人）※「志保」名義
- 不貞若妻! 4（3月13日、セレブの友）
- 一般男女モニタリングAV 温泉旅行中の女子大生4人が初対面の男子学生グループへ中出し1発10万円の逆夜這いに挑戦! 声を出せない初めての夜這いミッションに興奮したオマ○コは突然のラッキースケベ到来で勃起したチ○ポを離さない! in箱根温泉（3月17日、ディープス）
- 美乳保育士温泉旅（3月19日、フルセイル）
- 素人ナンパ!! とりあえず素股までが間違えてチ●ポがズボリッ!! Part7（3月25日、S級素人）
- デカ尻マニアックス（4月1日、ワンズファクトリー）
- 禁断介護（4月7日、グローリークエスト）
- 宙に浮くほどイキ跳ねる 「エビ反り薬漬け寝取り中出しエステ」（4月7日、ナチュラルハイ）
- ムチムチ泡姫同士のソープテク対決!! 巨乳レズソープファイト 高級レズソープ店のナンバーワンを決めるレズテクとプライドを賭けたイカセ合い!!（4月7日、ROCKET）
- デカ乳&デカ尻ムチムチ娘のデリバリーま○こビチョ濡れSEX（4月8日、クリスタル映像）
- オイルマッサージ店で男性施術師が真面目にマッサージをしていると、感度の良い爆乳若奥様は思わず感じてしまい喘ぎ声を漏らし…「中に出して」と誘惑してくる（4月8日、SCOOP）
- グラマラスワイフ 軟体エロボディーのヤリマンOL妻 Gカップ しほ 26歳（4月10日、マザー）
- フレッシュスタートーナメント 2016 決勝戦（4月15日、バトル）
- 出張先の温泉旅館で女上司と酒を飲んでいたらお説教に!次第に酔っ払ってきた女上司の浴衣が乱れノーブラ生爆乳が丸見え!当然、勃起してしまい… 3（4月9日、ROCKET）
- 一般人カップル×真正中出し×連続射精ゲーム 「動かない彼氏を何回イカせてあげられる?」 “一切動いちゃいけない彼氏”を60分間で5回発射できたら100万円!! 3 ヒップ90cm以上の巨尻お姉さん編（4月21日、SODクリエイト）
- 一般男女モニタリングAV 仲良し巨乳ママ友2人組が夫に内緒で逆ナンパにチャレンジ! 旦那と子どもが帰宅するまでに男子大学生を自宅に連れ込みセックス交渉 人妻たちの大きなおっぱいに挟まれ反りかえったギンギンち○ぽ! 子育てに追われるママたちはご無沙汰おま○こが疼いてイケメンの若ち○ぽを奪い合い浮気3Pセックスしてしまうのか!?（4月21日、ディープス）
- マスターベーションインストラクション 8 アナタだけの理想のカノジョ編 あなたに語りかける淫語と焦らしストリップでオナ指示（4月21日、ROCKET）
- 小悪魔JK 大胆パンチラコレクション 9（4月25日、アロマ企画）
- 剛毛レズビアン 5（4月25日、セレブの友）
- パンスト踏みコキ! 尻メッシー個人撮影（4月25日、グリップAV）
- デッカイお尻に挟まれたい!! W顔面圧迫バックFUCK（5月1日、MOODYZ）
- 感じまくりで失神寸然!! 不感症で悩む姪っ子が潮吹きデビュー。久しぶりに姪っ子に会うとびっくり!見た目はもう大人。でも中身は子供。だから無警戒に胸チラやパンチラが過ぎて思わず勃起! 子供子供と思っていたらボクより進んでいて「彼氏とのエッチで感じた事がない。私、不感症かも!叔父さん!確かめてほしい!」と衝撃の告白!驚いたけど、願ったり叶ったりだ。 でも「キスとフェラは無理」ということ。こればっかりは仕方ないと諦め不感症チェック開始!とりあえず無我夢中でAVで学習した手マンを披露すると、生まれて初めての潮吹きに姪っ子は失神寸然!感極まってボクに抱きつきディープキス、さらにはフェラ!あれ?ダメだったんじゃ…?と思いつつ流れに身を任せたら…（5月7日、Hunter）
- 身動きできない放置アクメ!媚薬バイブを挿されたまま何度もイキ果てる腰くね痙攣女 3（5月12日、ナチュラルハイ）
- ガチンコ全裸レズバトル 5（5月12日、ROCKET）
- 素人ナンパ 地方から上京してきたばかりの体育大女子学生限定「あなたの自慢の運動能力計測させて下さい。」どさくさにまぎれて身体いじって密着してたらアスリート女子が発情してSEXできちゃった 4時間SP!!（5月13日、S級素人）
- 金に困ってそうな人妻をターゲットにナンパを決行!撮影モデルで高額謝礼を持ちかけたら食いつきまくり!!現ナマ欲しさにカラダを差し出す人妻の生々しい実態!!（5月13日、SCOOP）
- エッロい体の女を奪い合う男たち 〜私をもっと愛して〜（5月13日、M男パラダイス）
- 素人限定! 水着でくすぐり我慢ダルマさんが転んだ!ゲーム（5月19日、ATOM）
- CBT 手コキ男犯 連射・男の潮吹き・尿道・亀頭・睾丸責め（5月19日、MEGAMI）
- ドキュメンTV×PRESTIGE PREMIUM 家まで送ってイイですか? 01（5月20日、プレステージ）
- 欲しがる肉膣 マラ中毒の淫蕩妻のいやらしい肉体（5月25日、かつお物産）
- 『姉弟の家庭内近親相姦映像を100万円で買い取ります』 両親の留守中に姉の無防備尻に弟チ○ポをズボッと即ハメ! 逃げ惑いながらも後ろからねじ込まれ揺れる尻!何度もピストンされ発情してしまった姉は弟の童貞チ○ポで絶頂してしまうのか!?（5月26日、ディープス）
- 今話題の「出張キャバ」 AVスタジオにガチで呼んだ件（5月27日、SCOOP）
- 家庭教師のお姉さんに大胆パンチラで挑発された童貞の僕。 一人でシゴく僕を楽しそうに見ていたお姉さんですが、センズリ射精しても勃起が治まらない僕に、最後は筆おろし生中セックスまでしてくれました。（5月27日、SCOOP）
- 人妻マッサージ師が中出しされる衝撃の実態を隠し撮り!! 3（5月27日、GIGOLO）
- びっしょり汗だく爆乳家政婦～派遣先の男達の興奮が収まらない濡れ透け肉感ボディ～ (6月1日、Fitch)
- 思春期チ○ポに興奮する猥褻女家庭教師がした事の全記録 3 (6月1日、グローリークエスト)
- 白衣の天使と性交 (6月3日、ドリームチケット)
- レズペット交姦スワップオフ会 2（6月7日、ビビアン）
- 男犯女尻～だんぱんめじり～ 男を犯す女の尻 (6月7日、MEGAMI)
- マザーコンプレックス 催眠調教されるマリオネット義母 (6月10日、&RiBbON)
- トライアングル母娘レズ (6月13日、セレブの友)
- この快楽…知ったらもう戻れない!!馬並みディルドでポルチオ開発＆超濃厚媚薬オイル漬けにして強制発情状態が続くと女は一体どうなるのか!? (6月24日、ケイ・エム・プロデュース/UMANAMI)
- ごっくん解禁とガチンコ中出し35連発122分ノンストップ1本勝負ガチンコ撮影会 (7月1日、Fitch)
- エロ乳デカ尻のむちむちM女を「AV女優をイジメてみたい!」という加減を知らない自称S男の素人さん宅でイジり倒してもらいました。 (7月1日、ワープエンタテインメント)
- 全裸!淫語!変態!とにかく明るい女子アナ (7月7日、ROCKET)
- 教育実習生の女教師が体操着を忘れたので生徒の服を借りたら、ピチピチはち切れそうな体操着!そして、ソソる食い込むブルマー!!恥ずかしくて外に出れないでいると… (7月7日、SOSORU×GARCON)
- 思わず○RECしたくなる着衣爆乳おっぱい (7月7日、unfinished)
- 本屋でエロ本を立ち読みして勃起してしまった僕。これはマズイと周りをうかがうと巨乳でソソる女店員と目が合ってしまった。彼女の視線を感じながらますます勃起していると、後ろから巨乳を押しつけ僕の乳首や股間を触ってくる。気持ち良すぎて動けない僕の身体は骨抜きになるほど玩具にされました。 (7月21日、SOSORU×GARCON)
- チ○ポ欲しさに昼職抜け出してザーメンもヨダレもマン汁も飲み干しに来たGカップインストラクター (8月5日、ドリームチケット)
- ROCKET8周年記念作品マイクロビキニでドキッ!巨乳20人!水泳大会2016 (8月6日、ROCKET)  ※ Blu-ray 同時発売
- 好きだから濡れちゃう。ハニカミ美少女のドキドキ愛情SEX (8月13日、S-cute)
- 巨乳20人！水泳大会の裏側で ザーメンぶっかけエロドッキリ大作戦 (8月18日、ROCKET)
- クギづけ! 目が奪われる瞬間 スポーツジム編 ジムで偶然見かけたラッキースケベ! この後まさかの神・展・開!!!!（9月16日、MAGIC）
- 24時間寸止め天国 (9月25日、煩悩組/妄想族)
- 近親相汗 火照る肉体、蒸れた子宮、ガマンできない親子の本能 (10月1日、ヴィーナス)
- はだかのヨガ講師 江上しほ（23歳） (10月1日、プラネットプラス)
- ボイン大好きしょう太くんのHなイタズラ 江上しほ＆北井杏樹 (10月6日、グローリークエスト)
- 求め愛 禁断のレズSEXの虜になったドS女子校生とドM女教師（10月7日、h.m.p）
- 泌尿器科のソソる看護師にフル勃起!チンチンが痛くなり病院へ…美人看護師がいる前で「包皮が擦れただけですね。自慰行為もほどほどに」と辱めを受けた僕。治療前にチ○ポを拭き始めた看護師さんは「勃起しないと拭きづらいわね」とパンチラ胸チラで興奮させ、フル勃起したチ○ポに大興奮!「当分オナニーできないんでしょ?じゃあ今ここでいっぱいヌイておかないと…ね?」 (10月20日、SOSORU×GARCON)
- 代理セックス 性機能障害で勃起不全な夫の切実なお願い。 (10月25日、ながえSTYLE)
- 定年退職してヒマになったドスケベ義父の嫁いぢり (11月1日、ヴィーナス)
- ついに解禁!巨尻美アナル処女喪失ファック (11月7日、Fitch)
- 女子社員のドデカップ胸チラに興奮しちゃった俺 (11月10日、アキノリ)
- 勇気を振り絞って興奮の頂点へ!!前から気になっていたあの美巨乳お姉さんにしてもらえるか!?キスだけでギンギンにフル勃起な童貞君の筆下ろし体験! 2 (11月10日、ホットエンターテイメント)
- あ〜やらしい！57 卑猥すぎる悩殺ごっくん痴女 (11月18日、S.P.C)
- 泥酔寝取られ妻 (11月19日、KSB企画／エマニエル)
- ヤレる人妻回春マッサージ12 〜中出し交渉盗撮〜（12月7日、変態紳士倶楽部）
- 体操歴15年 全日○選手権にも出場した体操選手 (12月8日、アキノリ)
- おっぱいの綺麗な人は、エッチな人が多いって本当ですか?（12月8日、S-Cute）
- ウチの妻がやっと寝取られても良いと言ってくれたので思い切って動画投稿して募集したら観覧数が凄い事に…なのでエロそうな人にねとられてみた時の話しです。 (12月8日、タカラ映像)
- ノンストップ6Pレズビアン乱交4 美・微・Big・乳の夢の競演 (12月8日、レズれ!)
- コタツの中でひっそり奥さんのマ○コに触れると糸を引くほど溢れ出す愛液! ご無沙汰過ぎて旦那が隣に居るにも関わらず何度も悶絶絶頂!（12月9日、V&R PRODUCE）
- 夜這いされ喘ぎ声を我慢しながら旦那の横で中出しまでされる人妻 5（12月15日、グローリークエスト）
- 同窓会で10年ぶりの再会!ムチムチの人妻になったアノ子と酔った勢いでハメを外しちゃった俺。 (12月22日、アキノリ)
- アイアンクリムゾン14 (12月25日、ダスッ!)

2017年
- ヘンリー塚本原作 嫁・略奪-嫁と義父との肉欲の1825日 (1月13日、FAプロ)
- ベロキス中毒レズビアン Vol.2 (1月19日、レズれ！)
- 濃厚接吻 姉妹レズビアン 愛し合って、舐め合って…禁断の女同士の性行為 (1月19日、ヒビノ)
- ノーブラで僕を誘惑する隣に引っ越してきたエッチな巨乳奥さん (2月2日、グローリークエスト)
- 【肛門NTR】田舎に嫁いできた俺の嫁を中卒ヤンキーにアナル2穴開墾され寝取られた (2月5日、山と空)
- 『兄嫁はボクの言いなり!!』 実家に嫁いできた兄嫁は、ボクに弱みを握られいつでもどんな時でもエッチな命令に逆らえない!誰にも助けを求められずただひたすら我慢して、我慢して…感じまくってる!!（2月7日、お夜食カンパニー）
- 一般人の人妻が、乱交OKの混浴温泉に間違えて入ってきた！待ち伏せ中のワニ達に痴漢され、理性崩壊し…（2月10日、ゲッツ!!）
- アナルフィスト＆フットファック～発狂するパンチングフィスト＆Wフィスト (2月13日、M男パラダイス)
- マイクロビキニでドキッ!巨乳20人!水泳大会2016 No,1セールス記念完全版 (2月16日、ROCKET)
- ガチンコ全裸女子レスリング Ⅱ 53kg級編 (2月16日、ROCKET)
- 世界一のデカちんショタが巨乳ドスケベ姉妹とおねショタSEX生発射! (2月19日、ROOKIE)
- 巨乳女子 江上しほプレミアムベスト 4時間 永久保存版 (2月21日、ケードライブ) ※単体ベスト
- モンスターペアレントに逆襲する新任女教師 (3月1日、U&K)
- 当然、勝手にAV化！イケメンの友達がほろ酔い状態の女の子を僕の部屋に連れて来た！女に無縁の僕にはそれだけで大興奮なのに超過激でHな王様ゲームが始まっちゃって…巨乳OL編 5 (3月7日、お夜食カンパニー)
- 憧れの母性溢れるデカ乳義母に欲情した童貞息子が優しいパイズリを懇願!柔らかな胸に挟まれて勃起が止まらずまさかの生チ○ポ挿入!大きなオッパイ揺らしながら早漏過ぎて何度も中出し! (3月10日、V&R PRODUCE)
- 変態病棟肛門科 Ⅱ (3月16日、グローリークエスト)
- MASOTRONIX 09 (3月17日、MAD)
- お、お義父様やめて下さい…。息子は恋敵 ドM妻は義父（ワシ）のもの 寝取られ近親相姦 (3月25日、ビッグモーカル)
- 汚部屋レズ～だらしない女と潔癖女～ (4月1日、U&K)
- 一人残業中の使えない僕の元に、飲み会帰りのソソる先輩女子社員が手土産片手に酔っぱらってやって来た!! (4月6日、SOSORU×GARCON)
- 囚われの家庭教師 修羅縄折檻ムチムチ洗脳調教 (4月7日、シネマジック)
- スーパーで働くちょっと訳ありの世間知らずな若妻はセクハラ店長に事務所で毎日セクハラされているが、気弱ゆえに断れず結局中出しまで許してしまう (4月7日、お夜食カンパニー)
- 爆乳&爆尻!!牝獣性交レズビアン (4月13日、U&K)
- ヤリマン主婦だらけ!?淫乱若妻マンション Vol.2 夫の横で乱れまくる若妻たち (4月13日、アクアモール/HERO)
- 泥酔状態で潮が出なくなるまで何度もイカされ続け意識朦朧で腰を浮かせて求めまくる下半身発情女 (4月20日、ナチュラルハイ)
- 『ナマ』という言葉に異常反応する隣の敏感妻。旦那にバレないように寝取る! (NTR) (4月25日、ビッグモーカル)
- まじめな女房をマジックミラーに入れてみました。その結果・・ (4月25日、ながえSTYLE)
- ちょっと危険な町内会の温泉旅行!?旦那さんにバレないように奥さん方(巨乳)をNTRせっくすw (5月3日、アキノリ)
- 巨乳すぎる先輩と奇跡の中出し3P! 小心者で超奥手のボクに千載一遇のチャンス到来!! 出張先の旅館の手違いで巨乳過ぎる先輩女子社員2人とまさかの相部屋!! 川の字で寝る事に!先輩たちは寝相が悪くて浴衣がどんどん乱れて生パンティ&生巨乳が丸見え!もうフル勃起全開!でも、小心者のボクはお尻もおっぱいもお触りしまくりたい気持ちをグッと堪えて寝ることに!すると、なんと!!! 生パンティーと生巨乳が向こうからドンドンこっちに向かってきて急接近！もう我慢できなくなって巨乳を揉みまくっていたら実は起きていた先輩たちも興奮していたらしく逆にボクのチ○ぽを触ってきて奇跡の3Pセックス!最後は2人に中出しもしちゃいました!（5月7日、ゴールデンタイム）
- これぞ興奮の真骨頂!バレないように彼女の親友とこっそりヤル！13 (5月18日、アキノリ)
- 人妻Gcup発見!ムッチムチ奥さん!私がAV出演なんて信じられない!中出ししちゃいました! (6月1日、MARX)
- クレーム対応で自宅まで謝罪に来たOLにノーパン土下座をさせたままアナル生中出し (6月15日、ナチュラルハイ)
- 江上しほBEST vol.1 (7月6日、グローリークエスト) ※単体ベスト
- 解禁!黒人極太二穴ファック! (7月25日、AVS Collector's)
- 突然ボインの姉3人がやって来た!ひとりっ子だった僕が父の再婚相手と同じ屋根の下…女の体を知らなかった僕に巨乳でヤリマンの姉貴たちがたっぷり性教育してくれた (8月1日、SWITCH)
- 春原未来にアナル姦されたい江上しほ 本気のアナル絶頂ドキュメント (8月7日、ビビアン)
- ザーメンごっくんスペシャリスト! (8月13日、MARX)
- 嵌り落ちオーガズム ～色欲秘書と獣欲秘書～ (9月1日、U&K)
- 夫たちは知らない 禁断レズビアン ～嫁と義理の母～ (9月1日、ながえSTYLE)  ※「AV OPEN 2017」ドラマ部門 エントリー作品
- 新奴隷捜査官外伝 (11月1日、アタッカーズ)
- 江上しほ引退作品「女優失格」 (12月19日、MARRION)

2019年
- ながえSTYLE厳選女優 中年男好みの抱き心地いいスケベな肉体 江上しほLAST もう二度と見れない全作品収録 (1月26日、ながえSTYLE) ※単体ベスト